# Любомир Гулдан
Любомир Гулдан (на словашки: Ľubomír Guldan, [ˈʎubomiːr ˈɡuldan]) е словашки футболист, защитник. Роден е на 30 януари 1983 г. в Словакия. От август 2011 г. до 30 юни 2013 г. е състезател на Лудогорец Разград. От 1 юли 2013 г. е състезател на полския Заглембе Любин.

## Кариера
През периода 2001-2007 играе с екипа на словашкия ФК Сенец. През 2007-2008 играе в швейцарския ФК Тун. От 2009 до 2011 е играч на словашкия МШК Жилина. Играл е в националните младежки отбори на Словакия до 19 и 20 г. възраст. През първия си сезон в „Лудогорец“ постига требъл като става шампион и носител на купата и суперкупата на България.

## Успехи

### Словакия до 19 г.
- Европейско първенство: трето място 2002 г.

### Словакия до 20 г.
- Световно първенство: участие 2003 г.

### МШК Жилина
- Шампион на Словакия 2009-2010

### Лудогорец
- Шампион на A ПФГ: 2011-12, 2012-2013
- Купа на България: 2011-12
- Суперкупа на България: 2012